# اچ‌ام‌اس ترافالگار (اس۱۰۷)
اچ‌ام‌اس ترافالگار (اس۱۰۷) (به انگلیسی: HMS Trafalgar (S107)) یک زیردریایی بود که طول آن ۲۸۰٫۱ فوت (۸۵٫۴ متر) بود. این زیردریایی در سال ۱۹۸۱ ساخته شد.